# Канаєвка (Саратовська область)
Канаєвка (рос. Канаёвка) — село у Івантієвському районі Саратовської області Російської Федерації.
Населення становить 735 осіб. Орган місцевого самоврядування — Канаєвське муніципальне утворення.

## Історія
Населений пункт розташований у межах українського історичного та культурного регіону Жовтий Клин.
Від 23 липня 1928 року в складі Пугачовського округу Нижньо-Волзького краю. Орган місцевого самоврядування від 2005 року — Канаєвське муніципальне утворення.

## Населення
1. Н/Д[2]

1. Н/Д[3]